# Регулярна матриця Адамара
Регулярна матриця Адамара — це матриця Адамара, в якої суми за рядками і стовпцями рівні. Тоді як порядок матриці Адамара має бути 1, 2 або кратним 4, регулярні матриці Адамара задовольняють подальшим обмеженням, що порядок дорівнює повному квадрату. Лишок, що позначається E(H), матриці Адамара H порядку n визначається як сума елементів матриці H. Лишок задовольняє обмеженню {\displaystyle |E(H)|\leqslant n^{\tfrac {3}{2}}}. Матриця Адамара досягає цієї межі тоді й лише тоді, коли вона регулярна.

## Параметри
Якщо {\displaystyle n=4u^{2}} — порядок регулярної матриці Адамара, то її лишок дорівнює {\displaystyle \pm 8u^{3}}, а суми рядків та стовпців рівні {\displaystyle \pm 2u}. Звідси випливає, що кожен рядок має {\displaystyle 2u^{2}\pm u} додатних елементів та {\displaystyle 2u^{2}\mp u} від'ємних. З ортогональності рядків випливає, що будь-які два різні рядки мають рівно {\displaystyle u^{2}\pm u} спільних додатних елементів. Якщо H інтерпретувати як матрицю інцидентності блок-схеми, коли 1 означає суміжність, а −1 означає неінцидентність, то матриця H відповідає симетричній {\displaystyle 2-(v,k,\lambda )}-схемі з параметрами {\displaystyle (4u^{2},2u^{2}\pm u,u^{2}\pm u)}. Схему з цими параметрами називають схемою Менона.

## Побудова
Відомо кілька методів побудови регулярних матриць Адамара і проведено кілька вичерпних комп'ютерних пошуків для регулярних матриць Адамара з певними групами симетрії, але не відомо, чи кожен повний парний квадрат є порядком регулярної матриці Адамара. Матриці Адамара типу Буша є регулярними матрицями Адамара спеціального вигляду та пов'язані зі скінченними проєктивними площинами.

## Історія та найменування
Подібно до загальних матриць Адамара, регулярні матриці Адамара названо на честь Жака Адамара. Схему Менона названо ім'ям індійського математика П. Кешава Менона, а матриці Адамара типу Буша названо ім'ям Кеннета А. Буша.